# Warrior (màquina recreativa)
Warrior és una màquina recreativa de lluita de 1979. Es considera un dels primers videojocs de lluita, excepte diversos jocs de boxa com Heavyweight Champ, llançat el 1976, i el no publicat d'Atari Boxer (que es va clonar al Boxing de 1980 per a l'Atari 2600).
Va ser desenvolupat per Tim Skelly mentre treballava a Cinematronics, va ser llançat sota l'empresa Vectorbeam poc abans Cinematronics tanqués Vectorbeam; havien comprat l'empresa el 1978. El joc contenia dos cavallers de duel dibuixats en gràfics vectorials de monocrom i basat crues tècniques de captura de moviments. A causa de les limitacions del maquinari utilitzat, el processador no podia representar els personatges i l'entorn de joc al mateix temps i es van imprimir els fons, amb els personatges projectats a la part superior.

## Per a més informació
- "The Making of... Warrior". (December 2006) Edge Magazine 169, pp. 101–103
- Reconstructing WARRIOR: Vectorbeams, Natural Magick & Business Intrigue